# Mniarogekko chahoua
Mniarogekko chahoua е вид влечуго от семейство Diplodactylidae. Видът е световно застрашен, със статут Уязвим.

## Разпространение
Разпространен е в Нова Каледония.